# Golpe de Estado na Venezuela em 1908
O golpe de Estado na Venezuela em 1908 foi um golpe de Estado na Venezuela ocorrido em 19 de dezembro de 1908, que na ausência do presidente Cipriano Castro, o vice-presidente Juan Vicente Gómez usurpa o poder; iniciando um regime ditatorial de 27 anos conhecido como Gomecismo.

## Antecedentes
No dia 4 de abril de 1906, Cipriano Castro anunciou que se separaria provisionalmente da presidência por motivos de saúde. Designou seu vice-presidente Juan Vicente Gómez como Presidente interino.
Começam a circular em meados de 1906, notícias a respeito dos problemas de saúde que sofria o Presidente Cipriano Castro, o que desata ante sua possível morte os temores entre a camarilha castrista de que Juan Vicente Gómez se convertesse em seu sucessor. Neste evento conhecido como "La Conjura", os círculos próximos a Castro ameaçam a vida de Gómez, quem em múltiplas ocasiões teve que mudar de residência. Por tal motivo, durante os anos 1906 e 1907 permanece a maior parte do tempo em Maracay, afastado de toda actividade oficial, pese a ser o primeiro vice-presidente da República.
Cipriano Castro mostrou sua intenção de renunciar indefinidamente. Gómez, consciente da manobra, anunciou do mesmo modo sua intenção de renunciar a seu cargo para dissipar assim qualquer dúvida que pudesse existir a respeito de sua lealdade. No intercâmbio público de telegramas entre maio e junho, tanto Castro como Gómez puseram a prova sua habilidade política. Finalmente, o 5 de junho de 1906, ambos se encontraram em La Victoria, selando assim a reconciliação oficial. Em junho de 1906 Castro anuncia que retomará novamente o cargo de Presidente após os factos de La Aclamación, movimento político que levou a Cipriano Castro a reasumir a presidência da República.
A recuperação da saúde do Presidente Castro significou o final de "La Conjura", ao dar-se conta este de que seus ministros já tinham escolhido seu sucessor, Francisco Linares Alcántara Estévez; o que traz como consequência, que Castro marginalize os conspiradores de seu lado e que Gómez recupere sua completa confiança.

## Golpe
Logo após o término do episódio de "La Conjura", a saúde de Castro voltou a piorar, o que o obrigou a viajar a Berlim para ser submetido a uma operação cirúrgica; em 24 de novembro de 1908, Castro separou-se do poder.
O general Gómez estava à frente da presidência, pois na época era vice-presidente da República. Aproveitando a saída do Presidente Cipriano Castro do país, procedeu a alterações no seu estatuto de Presidente da República, atribuindo-lhe também poderes especiais para além do estabelecido na Constituição de 1904. O golpe de 19 de dezembro reduziu-se a uma rápida sequência de movimentos que pôs fim a uma semana de hesitações. Juan Vicente Gómez impôs sua autoridade no quartel militar da cidade, para depois se apresentar na Casa Amarela (então sede do Executivo), onde prendeu o Ministro do Interior, Rafael López Baralt, e o Governador Pedro María Cárdenas.
Em 19 de dezembro de 1908, argumentando uma conspiração para assassiná-lo, sob o pretexto de um telegrama, supostamente dirigido de Berlim por Castro ao governador Pedro María Cárdenas, insinuando a conveniência de assassinar Gómez, teve início a reação. Gómez rapidamente removeu os chefes militares e ministros do governo de Castro, mantendo apenas aqueles que o seguiram em seu golpe, e os ministros que permaneceram leais a Castro foram presos. Além disso, Gómez ordenou que Castro e seus partidários fossem julgados por uma suposta tentativa de assassiná-lo.
Contando com comerciantes e fazendeiros aliados, Juan Vicente Gómez assumiu o comando de presidente, contando com o apoio de múltiplos opositores ao regime de Castro e de governos estrangeiros com interesses na Venezuela. O secretário de Estado dos Estados Unidos emprestou três navios de guerra e um alto comissário para apoiar Gómez em troca de uma mudança na política de investimentos estrangeiros venezuelanos.
O governo de Gómez teve um início moderado, concedendo liberdade de presos políticos e pedindo o regresso de exilados. Eventualmente, seu governo degenerou-se numa ditadura, tomando medidas para conter e exilar a oposição com base em uma suposta revolta contra ele.